# 灘
灘，分為海灘（有管理的又稱海水浴場）、湖灘、河灘，是由海水搬運積聚的沉積物——砂或礫，堆積而形成的岸，灘可依沙的粗細分為礫（石）灘（shingle beach）、沙灘、臺語稱海沙埔（臺羅：hái-sua-poo），泛指臨海的沙地。

## 地形
- 沿岩石或陡峭處形成的狹長沈積帶。
- 沖積於平原的外緣地帶。
- 由方向平行的沙埂組成的狹窄地帶，使潟湖與外海分開。
- 把島嶼和陸地連接的連島沙洲。

## 危險性
陡降型海灘：在陡降地質型海灘，前面看起來平坦，但下一步可能即為不見底深溝。在有長浪時，易有反捲流和突發大浪捲人入海。

## 海灘圖集

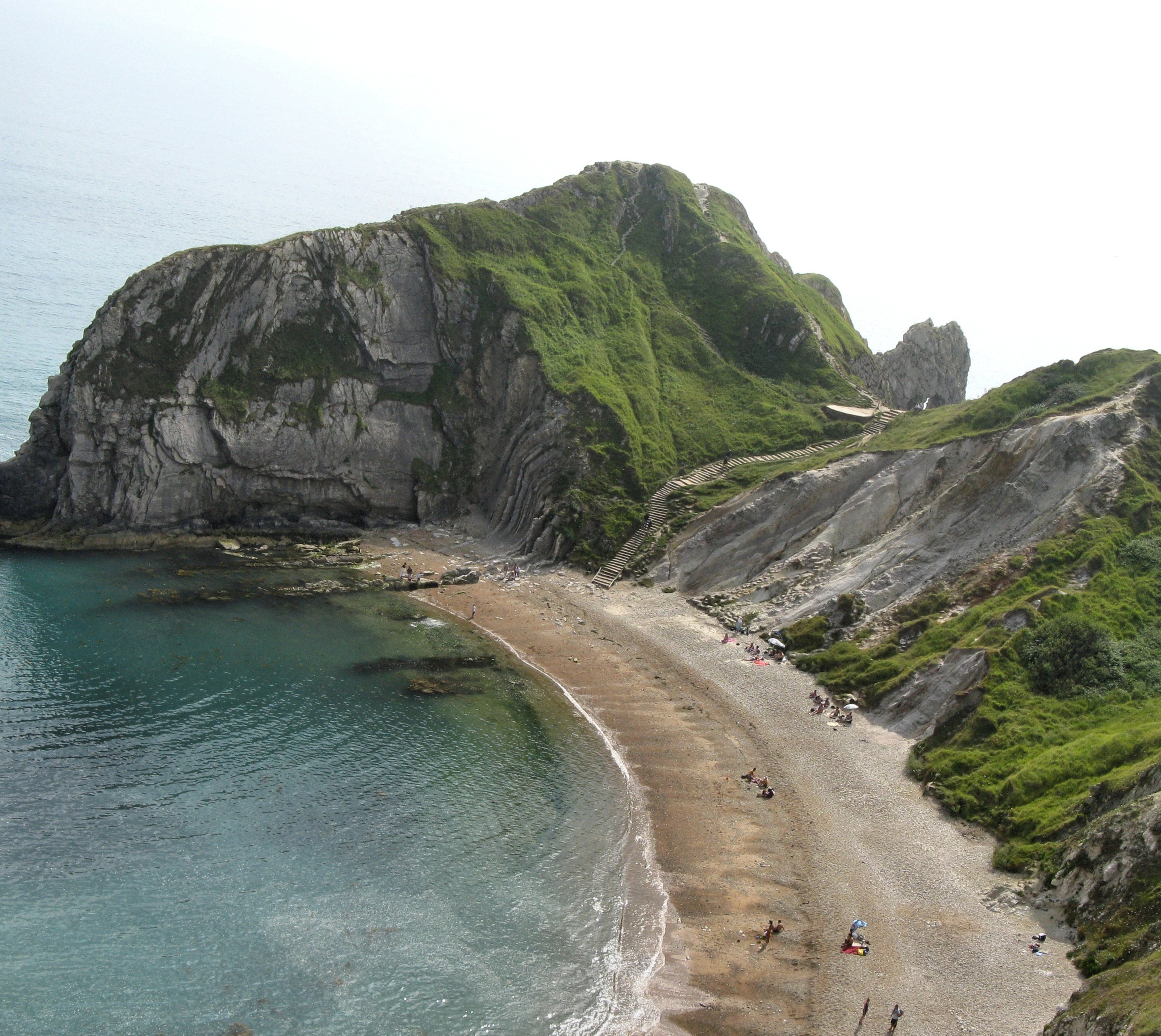
英国多塞特的海滩
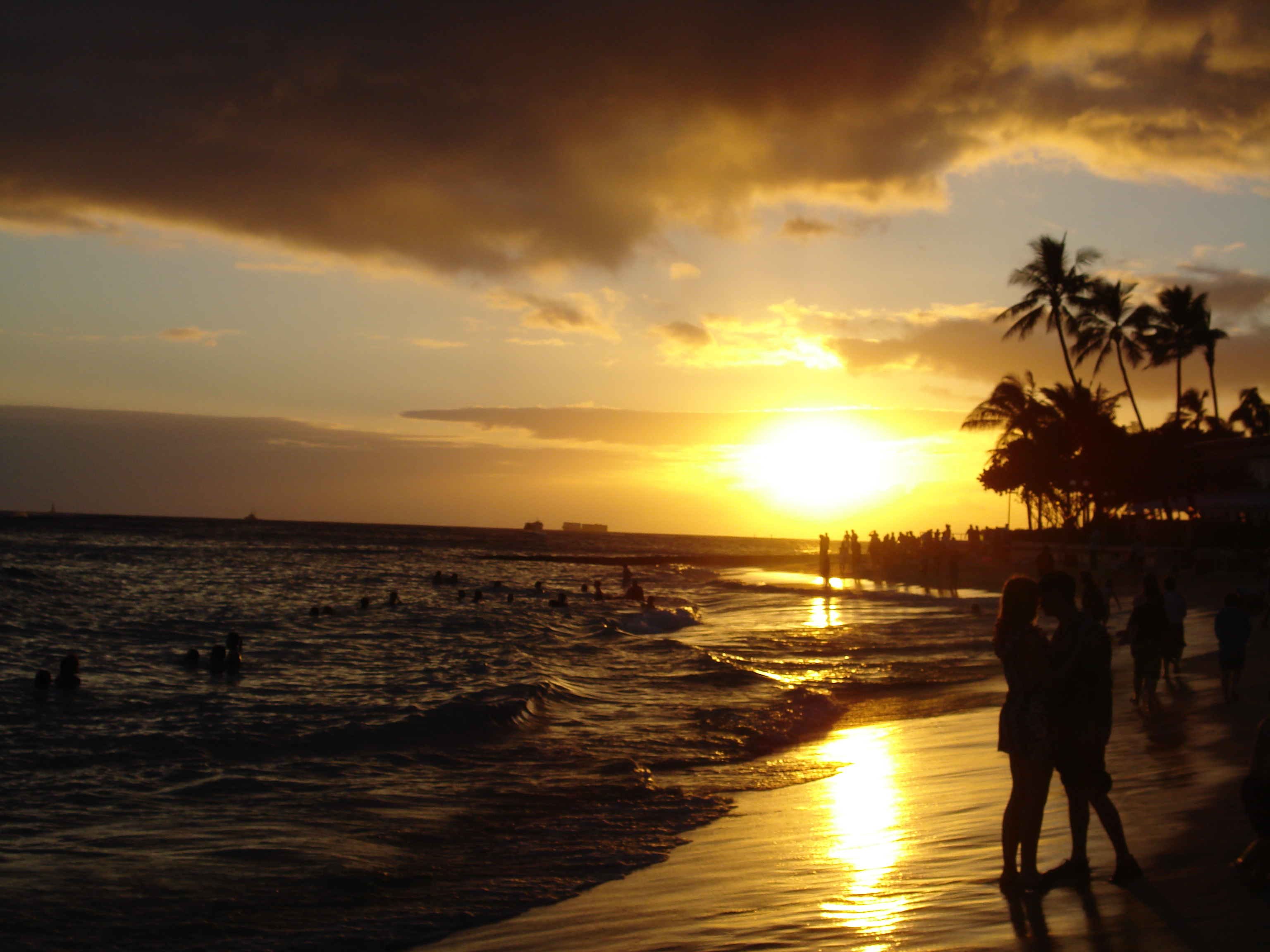
美国夏威夷的海滩
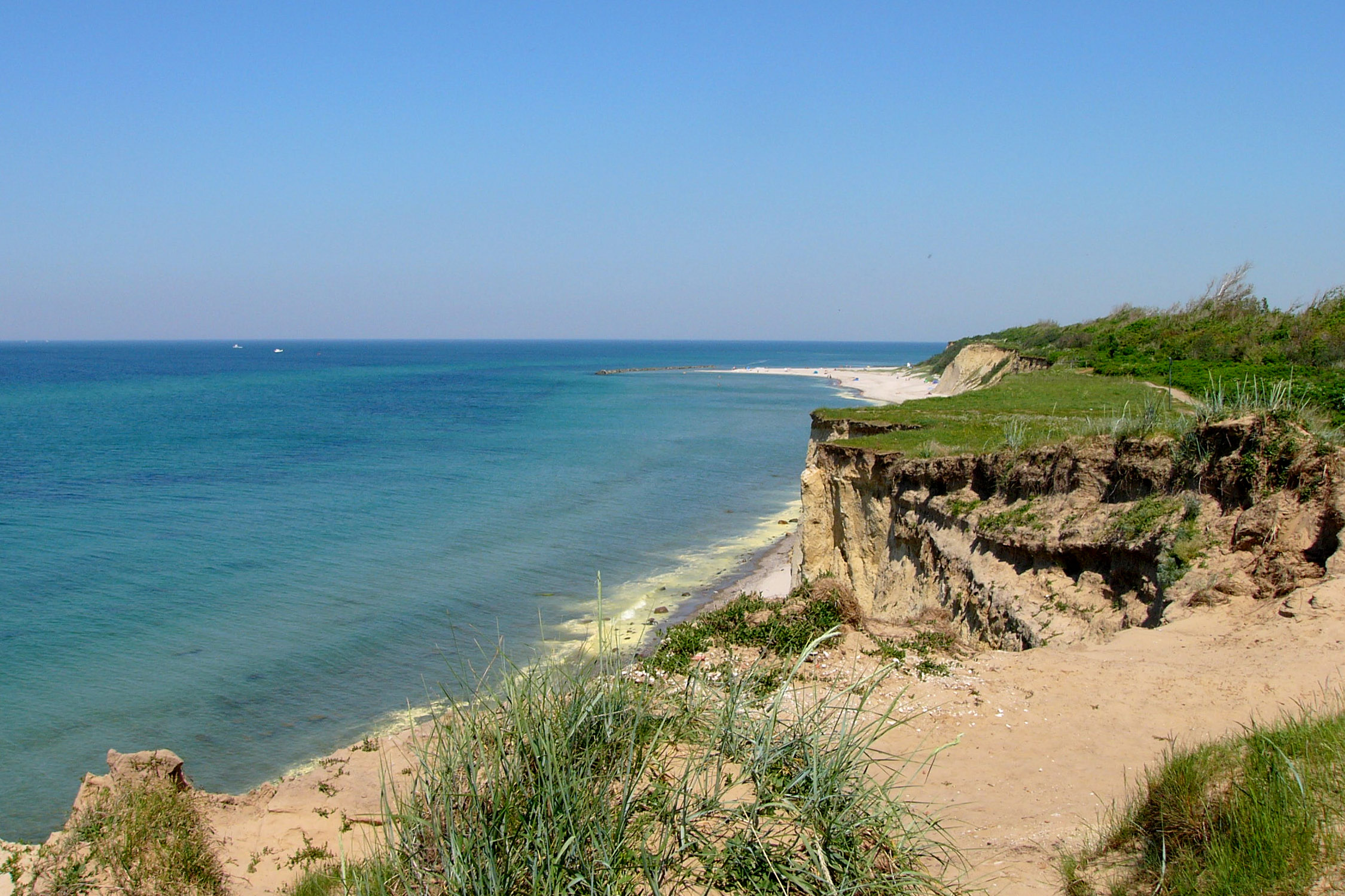
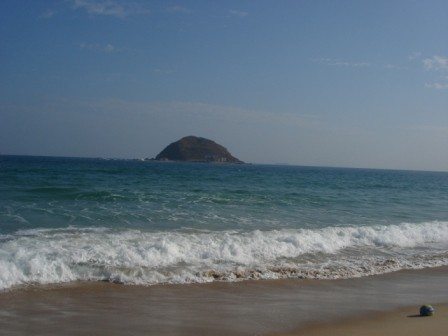
深圳的西涌海滩
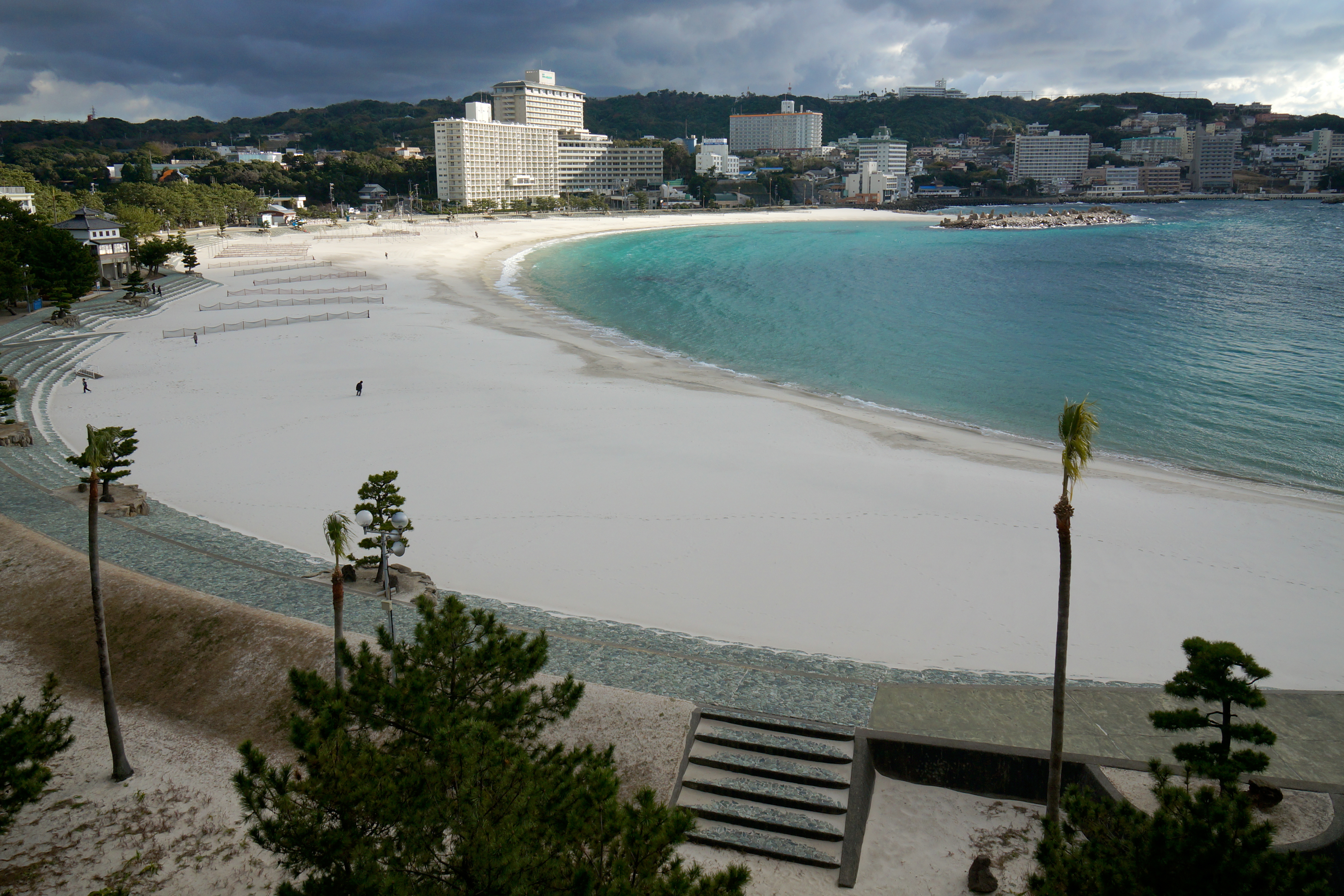
和歌山县白良濱
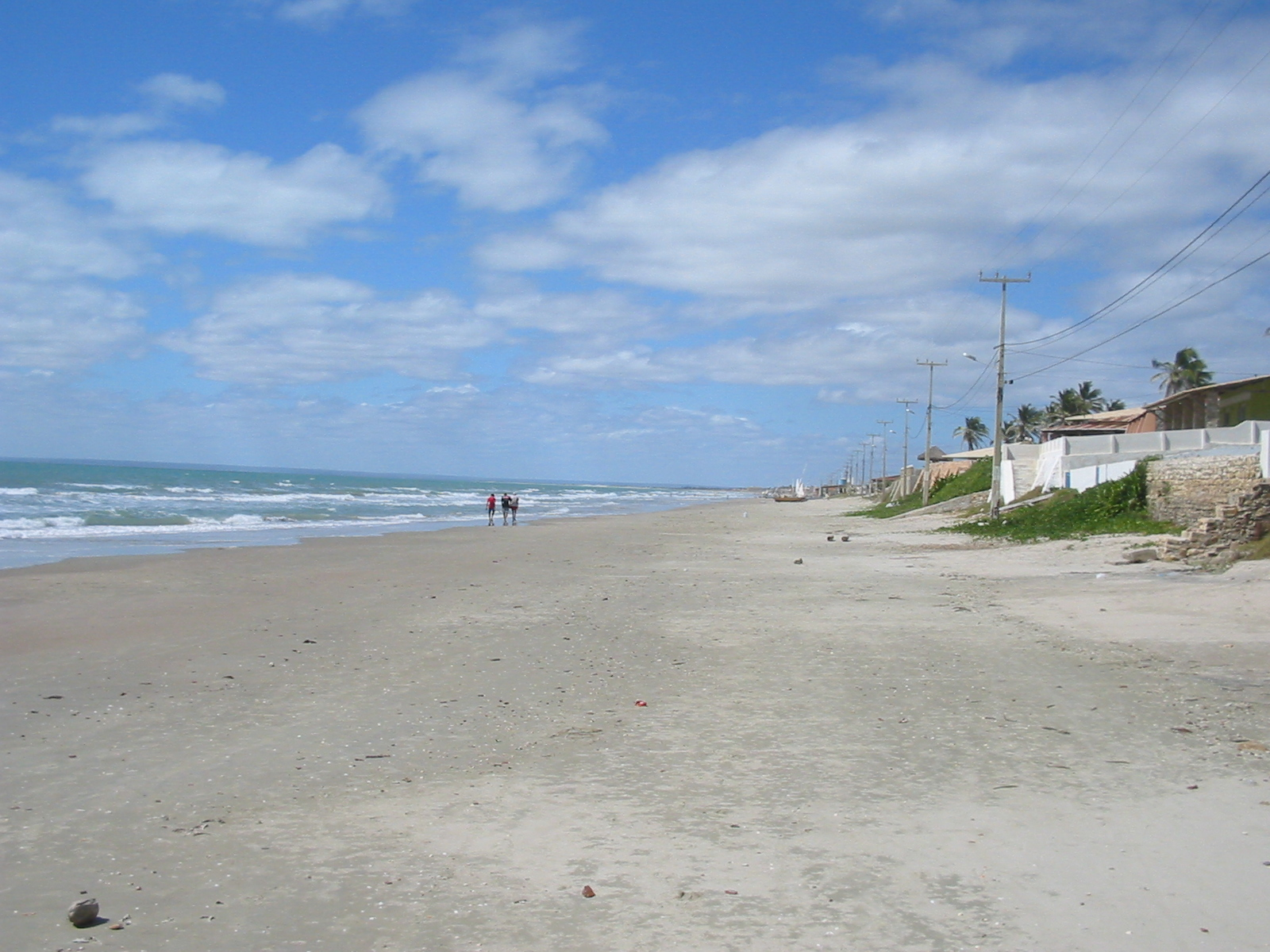
巴西的沙灘
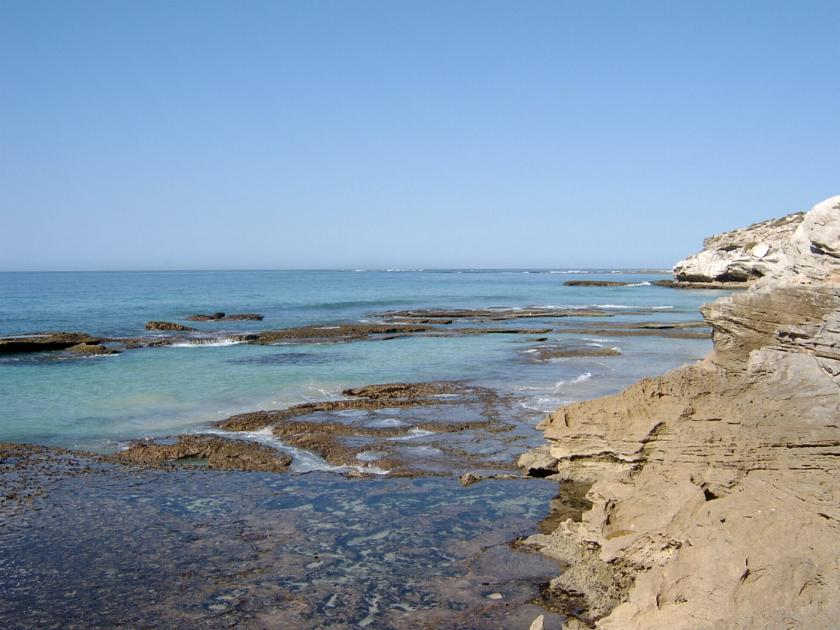
非洲南部的灘
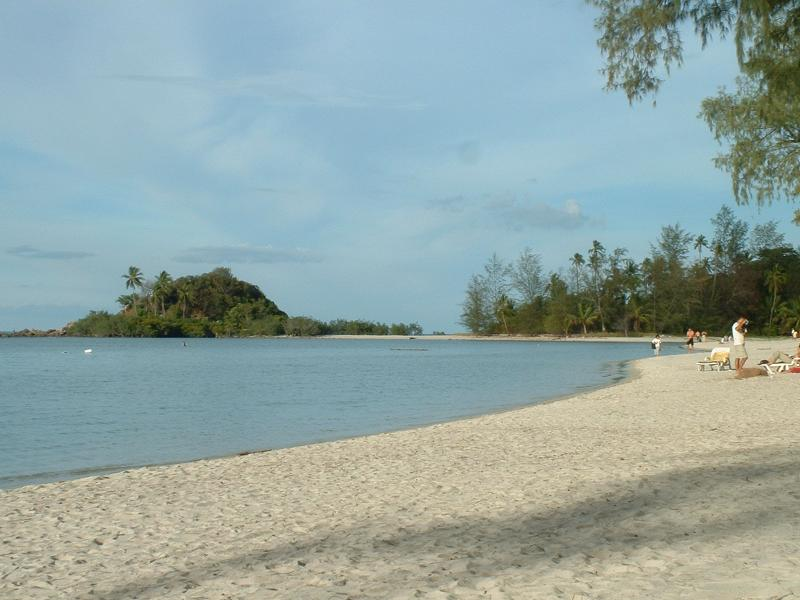
泰國的灘
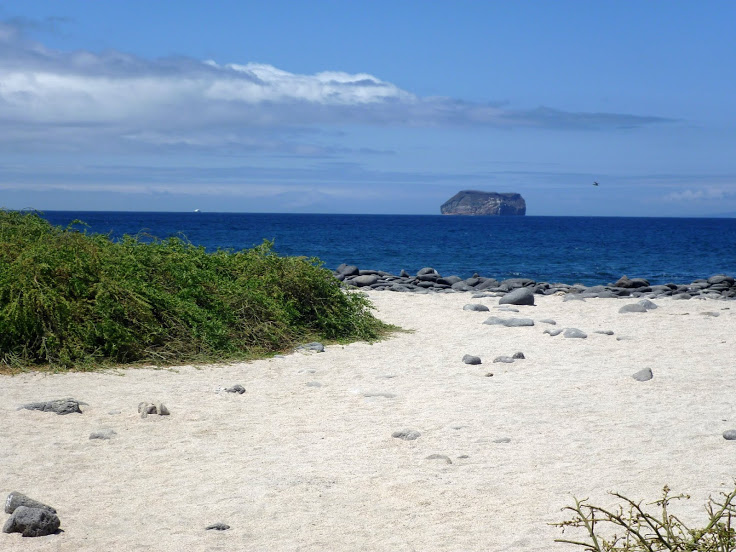
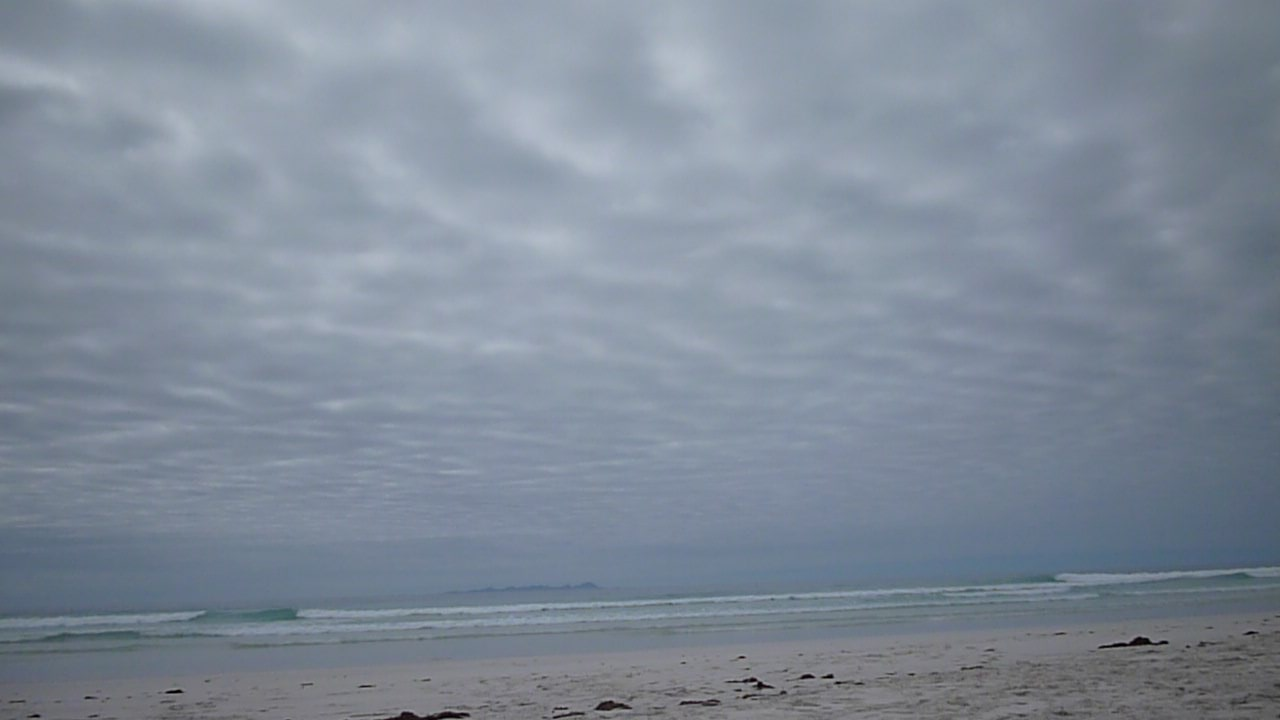
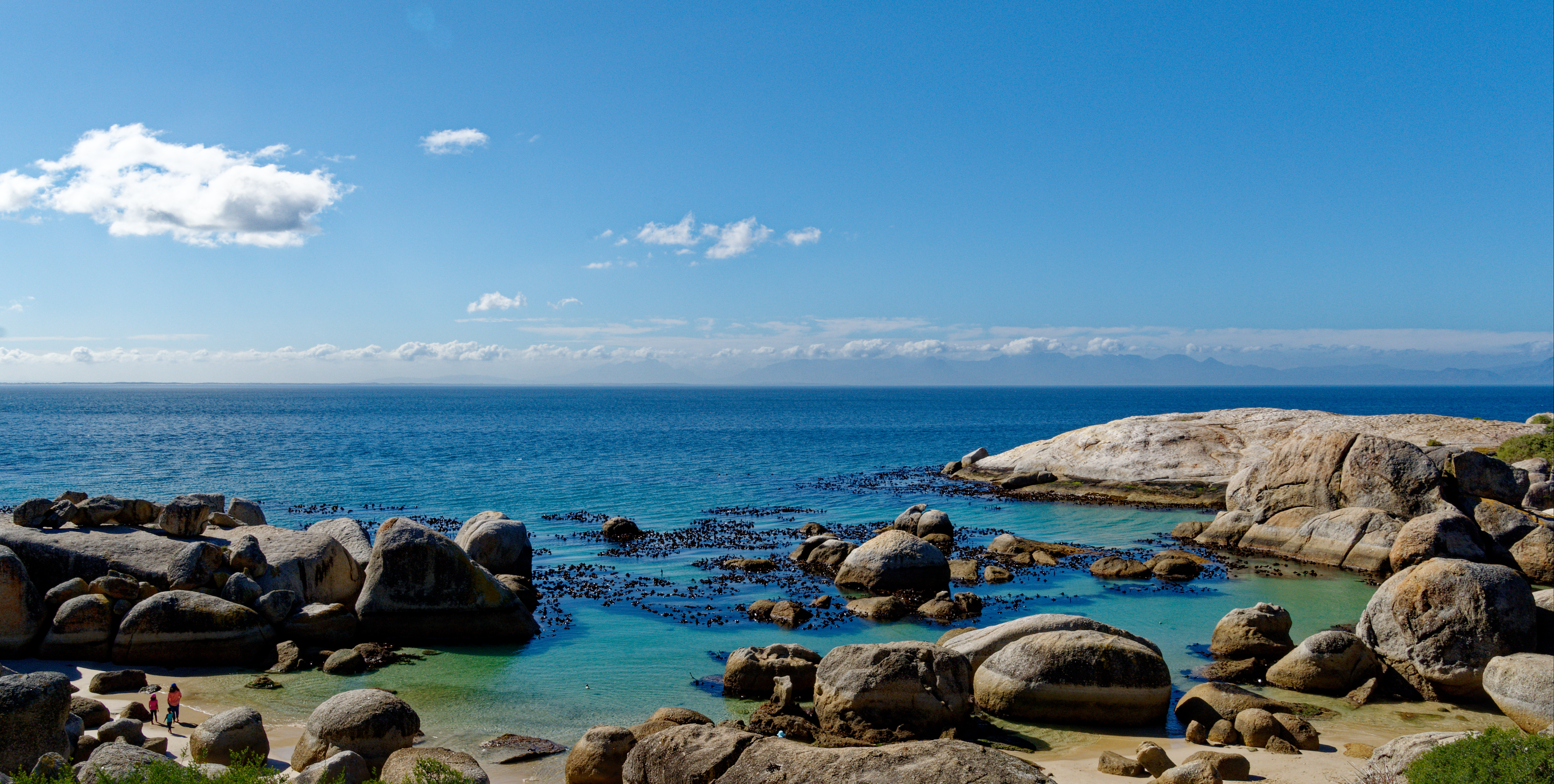
非洲南部博尔德海滩

## 外部連結
- （中文） 香港泳灘水質 （页面存档备份，存于）
- （英文） UNESCO Beach erosion & formation （页面存档备份，存于）
- （英文） Beach habitats
- （英文） Sea Foam: What Is It? -- Beaufort County Library[永久]